# Seleção Jersiana de Futebol
A Seleção Jersiana de Futebol representa a Dependência da Coroa Britânica de Jersey em partidas internacionais fora da FIFA.
A Associação de Futebol de Jersey é afiliada à Associação Inglesa de Futebol, uma vez que não é afiliada à FIFA nem à UEFA, e portanto, a equipe não pode participar da Copa do Mundo e do Campeonato Europeu de Futebol.
Em dezembro de 2015, um requerimento foi apresentado à UEFA para permitir que Jersey participasse de jogos internacionais, após a admissão de Gibraltar dois anos antes. Em outubro de 2016, a tentativa de Jersey de se juntar à UEFA foi rejeitada, mas esta decisão foi apelada para o Tribunal Arbitral do Esporte (TAS) em junho de 2017. Em setembro de 2017, o TAS ordenou que o congresso da UEFA ouvisse o caso de Jersey. Em fevereiro de 2018, a maioria das associações membros da UEFA votou contra a admissão de Jersey como membro. Uma equipe independente denominada Paróquias de Jersey foi formada em agosto de 2018, juntando-se à CONIFA em setembro daquele ano.
Os principais eventos de Jersey são atualmente o Muratti Vase anual contra os compatriotas Alderney e Guernsey, bem como os Jogos Insulares bienais.